# Barrage des Bois Noirs
Pour les articles homonymes, voir Bois Noirs.
Le barrage des Bois Noirs (parfois appelé digue des Bois Noirs ou digue du Forez) est un barrage en remblai situé dans les monts de la Madeleine, sur la commune de Saint-Priest-la-Prugne dans le département de la Loire, à la limite de celui de l'Allier.
Construit entre 1958 et 1960, sur le site de la mine d’uranium des Bois Noirs Limouzat exploitée à l’époque par le CEA, il sert à stocker les résidus d’exploitation du site et à retenir la lame d'eau qui les recouvre afin de réduire les émanations gazeuses. Sa construction dans la vallée de la Besbre a nécessité le détournement de la rivière.
Aujourd’hui propriété d’Orano (ex-AREVA), il est l’objet de nombreux débats sur sa gestion et l'impact environnemental des résidus radioactifs qu'il retient.

## Historique

### Fin d'exploitation de la mine
L'extraction d'uranium cesse dans la mine le 19 décembre 1980. Les résidus d'extraction radioactifs sont alors étalés par couches successives de trente centimètres d'épaisseur sur l'ancien site d'extraction à ciel ouvert. Simultanément, le barrage en enrochements est construit. À la fin de la construction, la retenue est mise en eau, et une couche d'eau d'environ deux mètres vient recouvrir les résidus.
La rivière qui coule en fond de vallée au droite de la mine est la Besbre. Elle a été détournée hors de l'emprise de la retenue et n'y pénètre pas ni n'en sort. Le canal de dérivation mesure 1 330 mètres de longueur.
En 2015, Areva annonce l'abandon de son projet de réhabilitation du site uranifère des Bois Noirs.

## Caractéristiques
Le barrage est un barrage en remblai. Il mesure environ 500 mètres de longueur. Sa hauteur au-dessus du terrain naturel est de 42 mètres. Sa largeur est de 180 mètres à la base et 10,5 mètres au couronnement ; il occupe un volume total d'environ 642 000 m3.
La retenue mesure environ 18 hectares, avec une profondeur de 2 mètres.

## Écologie
Une association de surveillance de la radioactivité, le collectif Bois Noirs, s'est constituée afin d'interpeller l'exploitant (Areva, devenu Orano) sur les risques potentiels que fait courir la retenue aux habitants.
D'après Orano, le barrage fait l'objet d'un contrôle tous les quinze jours. Dans les premiers temps de l'exploitation, un salarié vient inspecter régulièrement le niveau du plan d'eau pour pomper et traiter les excédents avant rejet dans la rivière. Cependant le Criirad affirme détecter une forte radioactivité en aval du barrage, ainsi qu'une contamination de l'environnement, conséquence selon le collectif Bois Noirs de lâchers d'eau peu ou pas contrôlés. Le 21 novembre 2017, prenant acte du manque de surveillance de la retenue, le préfet de la Loire met en demeure Areva de se mettre en conformité avec la législation sous quatre mois. Cette mise en demeure aussitôt contestée par l'industriel devant le tribunal administratif.